# Меркаданте, Саверио
Джузеппе Саверио Рафаэле Меркаданте (итал. Giuseppe Saverio Raffaele Mercadante; 17 сентября 1795, Альтамура — 17 декабря 1870, Неаполь) — итальянский композитор, сочинял в основном оперы.

## Биография
Музыкальное образование получил в Королевской консерватории в Неаполе, где обучался у Феделе Фенароли, Джованни Фурно, Джакомо Тритто и Николо Антонио Дзингарелли.
В 1818 году Меркаданте написал свою первую оперу: «Apoteosi d’Ercole» («Апофеоз Геркулеса»), имевшую, как и последующие, большой успех в Италии. Его произведения исполнялись в оперных театрах Италии (Ла Скала, Милан; Театр Сан-Карло, Неаполь; Ла Фениче, Венеция; и др.), Испании, Португалии, Австрии, Франции.
После пребывания в 1827—1829 годах в Испании и Португалии с 1833 по 1840 год был капельмейстером кафедрального собора в Новаре.
В 1832 году женился на молодой генуэзской вдове с тремя детьми Софье Гамбаро, от брака с которой появилось на свет ещё трое детей — Серафина, Озвино и Саверио.
В 1836 году по приглашению Россини прибыл в Париж, где в Théâtre Italien была поставлена его опера «I briganti» («Разбойники»).
Среди опер Меркаданте особенно выделяется «Il Giuramento» («Клятва»), написанная в 1837 году (премьера состоялась в Ла Скала, Милан, ставилась также в Риме, а в 1858 году — на сцене Итальянской оперы в Париже).
С 1839 года Меркаданте стал терять зрение и в конце жизни совершенно ослеп.
В течение 30 лет, с 1840 года до самой смерти был директором консерватории в Неаполе. Он был прекрасным профессором пения и гармонии (среди его учеников были Антонио Бранкалеоне Гандольфо, Феличита фон Вестфали и Хайме Нуно).
В 1876 году ему был поставлен в Неаполе мраморный памятник.
Правнуками Меркаданте были братья Эрнесто де Куртис и Джамбаттиста де Куртис, авторы многих получивших мировую известность неаполитанских песен.

## Творческое наследие
- Около 60 опер,
- 4 балета,
- концерты для различных инструментов:

Концерт для кларнета с оркестром B-dur op. 101, 

Концерт для валторны с оркестром, 

5 концертов для флейты с оркестром: 

№ 1 E-dur op. 49, 

№ 2 e-moll op. 57 (1819), 

№ 3 D-dur, 

№ 4 G-dur, 

№ 5 F-dur 

Концерт для двух флейт с оркестром D-dur 

Fantasia Concertante для флейты д`амур, флейты и струнного оркестра,
- Симфония "Гарибальди", посвящённая Италии,
- 3 Симфонии кончертанте для флейты, 2-х кларнетов и струнного оркестра,
- увертюры,
- Te Deum,
- Messa di Gloria,
- Mottetto per San Gaudenzio,
- камерная вокальная музыка:

Cantata Virginia для сопрано и фортепиано,

Il Sogno ("Сон") для сопрано, флейты и фортепиано,

6 камерных ариетт для сопрано, флейты и фортепиано,
- камерные произведения для разных инструментальных составов:

4 квартета для флейты и струнных (a-moll, C-dur, e-moll, A-dur), 

Ноктюрн для 2 кларнетов, валторны и фагота, 

Трио для скрипки, кларнета и виолончели, 

"Серенада моряка" (Serenata del marinaio) для камерного ансамбля
- театральная музыка,
- гимны,
- фантазии,
- дивертисменты

## Опера
1. L’apoteosi d’Ercole (19.8.1819 Театр Сан-Карло, Неаполь)
2. Violenza e costanza, ossia I falsi monetari (19.1.1820 Театр Nuovo, Неаполь) [также как: Il castello dei spiriti (1825, Лиссабон)]
3. Anacreonte in Samo (1.8.1820 Театр Сан-Карло, Неаполь)
4. Il geloso ravveduto (10.1820 Театр Valle, Рим)
5. Scipione in Cartagine (26.12.1820 Teatro Argentina, Рим)
6. Maria Stuarda regina di Scozia (29.5.1821 Театр Comunale, Bologna)
7. Elisa e Claudio, ossia L’amore protetto dall’amicizia (30.10.1821 Театр Ла Скала, Милан)
8. Andronico (26.12.1821 Театр Ла Фениче, Венеция)
9. Il posto abbandonato, ossia Adele ed Emerico (21.9.1822 Театр Ла Скала, Милан)
10. Amleto (26.12.1822 Театр Ла Скала, Милан)
11. Alfonso ed Elisa (26.12.1822 Театр Nuovo, Mantua) [известна также как: Aminta ed Argira (1823, Reggio Emilia)]
12. Didone abbandonata (18.1.1823 Театр Regio, Турин)
13. Gli sciti (18.3.1823 Театр Сан-Карло, Неаполь)
14. Costanzo ed Almeriska (22.11.1823 Театр Сан-Карло, Неаполь)
15. Gli amici di Siracusa (7.2.1824 Театр Argentina, Рим)
16. Doralice (18.9.1824 Кернтнертор-театр, Вена)
17. Le nozze di Telemaco ed Antiope (5.11.1824 Кернтнертор-театр, Вена)
18. Il podestà di Burgos, ossia Il signore del villaggio (20.11.1824 Кернтнертор-театр, Вена)
19. Nitocri (26.12.1824 Театр Regio, Турин)
20. Ipermestra (29.12.1825 Театр Сан-Карло, Неаполь)
21. Erode, ossia Marianna (12.12.1825 Театр Ла Фениче, Венеция)
22. Caritea, regina di Spagna (Donna Caritea), ossia La morte di Don Alfonso re di Portogallo (21.2.1826 Театр Ла Фениче, Венеция)
23. Ezio (3.2.1827 Театр Regio, Турин)
24. Il montanaro (16.4.1827, Театр Ла Скала, Милан)
25. La testa di bronzo, ossia La capanna solitaria (3.12.1827, priv. theatre of Barone di Quintella at Laranjeiras, Лиссабон) [либретто написано 1816 для Soliva]
26. Adriano in Siria (24.2.1828 Театр S. Carlos, Лиссабон)
27. Gabriella di Vergy (8.8.1828 Театр S. Carlos, Лиссабон) [rev: 1832, Genoa]
28. La rappresaglia (21.2.1829 Театр Principal, Cadiz)
29. Don Chisciotte alle nozze di Gamaccio (10.2.1830 Teatro Principal, Cadiz)
30. Francesca da Rimini (1831, probably unperformed)
31. Zaïra (31.8.1831 Театр Сан-Карло, Неаполь) [либретто написано в 1829 для Беллини]
32. I normanni a Parigi (7.2.1832 Театр Regio, Турин)
33. Ismalia, ossia Amore e morte (27.10.1832, Театр Ла Скала, Милан)
34. Il conte di Essex (10.3.1833, Театр Ла Скала, Милан)
35. Emma d’Antiochia (8.3.1834 Театр Ла Фениче, Венеция)
36. Uggero il danese (11.8.1834 Театр Riccardi, Bergamo)
37. La gioventù di Enrico V (25.11.1834, Театр Ла Скала, Милан)
38. I due Figaro («Два Фигаро») (26.1.1835 Театр Principe, Мадрид) [сочинена в 1826]
39. Francesca Donato, ossia Corinto distrutta (14.2.1835 Театр Regio, Турин) [rev.1845, Театр Сан-Карло, Неаполь]
40. I briganti (22.3.1836 Théâtre Italien, Париж) [с добавлениями в 1853]
41. Il giuramento(11.3.1837, Театр Ла Скала, Милан)
42. Le due illustri rivali (10.3.1838 Театр Ла Фениче, Венеция)
43. Elena da Feltre (1.1.1839 Театр Сан-Карло, Неаполь)
44. Il bravo (La veneziana) (9.3.1839 Театр Ла Скала, Милан)
45. La vestale (10.3.1840 Театр Сан-Карло, Неаполь)
46. La solitaria delle Asturie, ossia La Spagna ricuperata (12.3.1840 Театр Ла Фениче, Венеция)
47. Il proscritto (4.1.1842 Театр Сан-Карло, Неаполь)
48. Il reggente (2.2.1843 Театр Regio, Турин) [rev. with adds. 11.11.1843, Trieste]
49. Leonora (5.12.1844 Театр Nuovo, Неаполь)
50. Il Vascello de Gama (6.3.1845 Театр Сан-Карло, Неаполь)
51. Orazi e Curiazi (10.11.1846 Театр Сан-Карло, Неаполь)
52. La schiava saracena, ovvero Il campo di Gerosolima (26.12.1848 Театр Ла Скала, Милан) [rev. 1850 Театр Сан-Карло, Неаполь]
53. Medea (1.3.1851 Театр Сан-Карло, Неаполь)
54. Statira (8.1.1853 Театр Сан-Карло, Неаполь)
55. Violetta (10.1.1853 Театр Nuovo, Неаполь)
56. Pelagio (12.2.1857 Театр Сан-Карло, Неаполь)
57. Virginia (7.4.1866 Театр Сан-Карло, Неаполь) [сочинен. в 1845—1855]
58. L’orfano di Brono, ossia Caterina dei Medici [только 1 акт]